# 홍콩의 페리

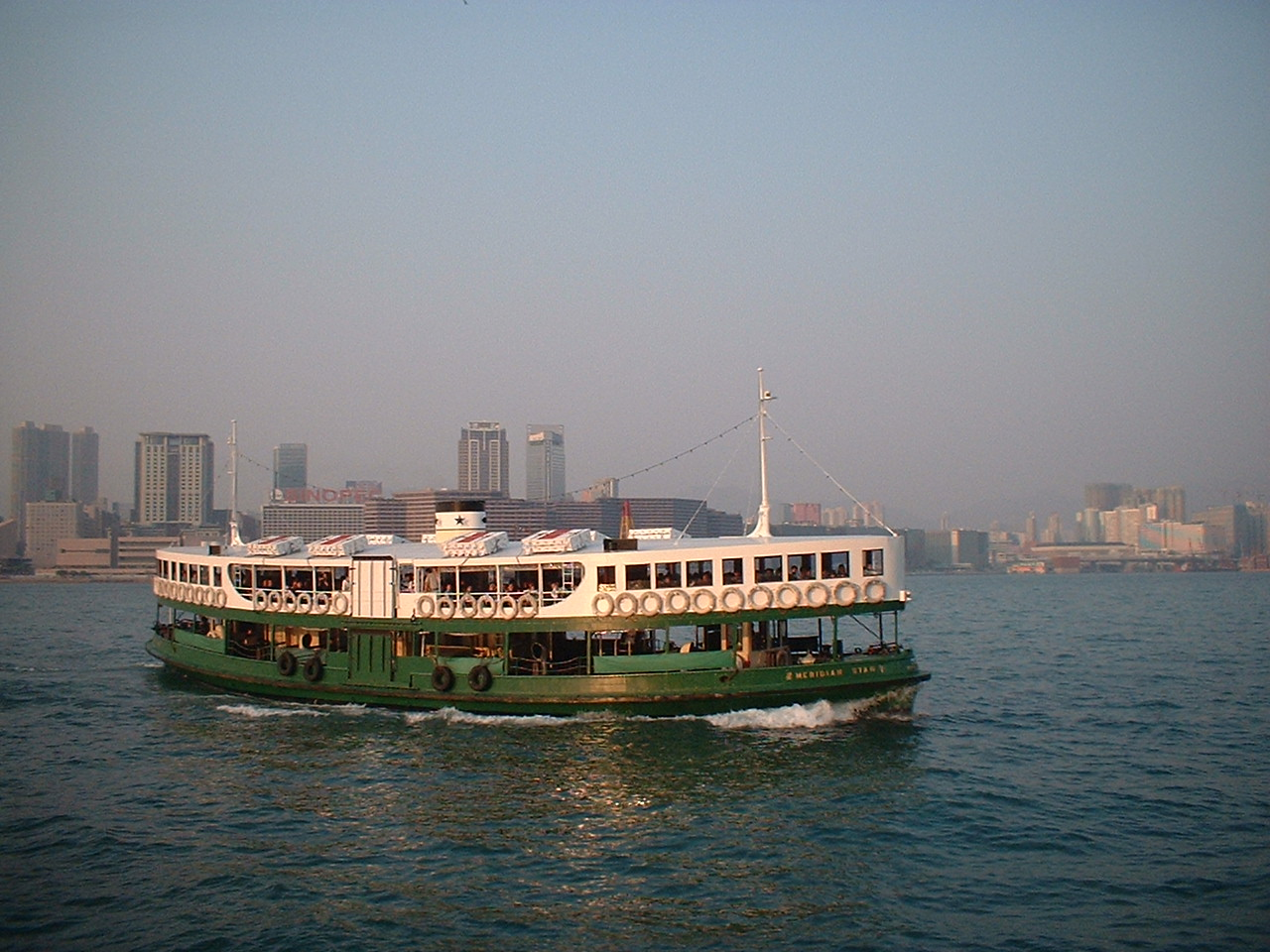
스타페리

홍콩의 페리는 운행시간이 약 8분 정도로 홍콩섬과 주룽반도 지역, 주변의 섬까지 운항되는 저렴한 요금의 정기선이다. 십여 개의 부두에서 매 시간 주변 섬으로 출발하는 대형 페리가 있고, 특히 홍콩 중심부에 위치한 빅토리아 하버의 젠사쥐와 센트럴, 젠사쥐와 완자이 간을 운항하고 있는 스타페리가 있는데 홍콩을 관광하는 사람들에게 특히나 인기며, 홍콩 사람들도 스타페리를 홍콩의 아이콘으로 여긴다. 주룽 반도의 젠사쥐와 홍함, 홍콩섬의 센트럴과 완자이에서 출발할 수 있다.마카오로 가는 페리는 홍콩섬 셩완의 홍콩-마카오 페리 터미널에서 출발하는 페리가 있으며, 터보제트, 뉴 월드퍼스트 페리 등이 대표적이다. 페리 맨 앞에서는 여름 동안에 에어컨을 튼다.